# Driver: Parallel Lines
Driver: Parallel Lines, Driver: Parallel Lines es un videojuego de acción y aventura lanzado en 2006 y desarrollado por Reflections Interactive como la cuarta entrega de la popular saga Driver. Fue publicado originalmente por Atari para PlayStation 2 y Xbox. Más tarde, en 2007, Ubisoft adquirió la franquicia y lanzó el juego en Microsoft Windows y Wii, ampliando su disponibilidad a nuevas plataformas.
A diferencia de las entregas anteriores, que exploraban varias ciudades, Driver: Parallel Lines se ambienta exclusivamente en la ciudad de Nueva York. El juego presenta una narrativa dividida en dos períodos temporales: 1978 y 2006, lo que permite a los jugadores experimentar los cambios de la ciudad a lo largo de casi tres décadas.
El título combina elementos de conducción y acción, ofreciendo una jugabilidad más centrada y accesible, pero manteniendo la esencia de la serie. Con una trama de venganza y traición, y un diseño que destaca por su atención al detalle, Driver: Parallel Lines se posiciona como una reinvención de la saga, adaptándose a las expectativas de los jugadores de la época sin perder su identidad original.

## Historia
En 1978, The Kid, o "TK" (Walsh David), trabaja como conductor de escape para delincuentes en la ciudad de Nueva York. Tras completar uno de sus encargos, regresa a Hunter's Point, el garaje que sirve como su refugio y que es propiedad de su amigo y mentor, Ray Davies (Brian Bloom). Ray, impresionado por las habilidades de TK al volante, decide ayudarlo a ascender en el mundo criminal y lo pone en contacto con Slink (Geoff Brown), el carismático dueño de un club de striptease local. Fascinado por el talento de TK, Slink lo presenta a dos de sus socios más cercanos: Bishop (Rodney Saulsberry), un operativo frío y calculador, y El Mexicano (Nolan North), un criminal peligroso e implacable.
El grupo le encomienda a TK un trabajo de alto riesgo: ayudar en la fuga de Candy (Michael Cornacchia), un cerebro criminal recluido en la prisión de Rikers Island. La operación resulta exitosa, y Candy, agradecido, lleva a TK ante su jefe, Corrigan (Ian Gregory), un detective encubierto corrupto que aspira a controlar el lucrativo negocio de la cocaína manejado por el cártel colombiano en la ciudad.
Corrigan, junto con Candy, diseña un plan para secuestrar a Rafael Martínez, un prominente narcotraficante colombiano, y exigir un rescate al cártel. TK cumple su misión con precisión, secuestrando a Martínez y entregando el dinero del rescate a Corrigan. Sin embargo, en un giro inesperado, Corrigan y su grupo traicionan a TK, asesinan a Martínez y lo incriminan por el crimen. Mientras ellos se escapan con el dinero y se preparan para apoderarse del tráfico de cocaína, TK es arrestado y condenado a 28 años en la prisión de Sing Sing, donde pasa su tiempo planeando vengarse de quienes lo traicionaron.
En 2006, TK es finalmente liberado y regresa a una Nueva York drásticamente transformada. Se reencuentra con Ray, quien le informa que Corrigan ahora es el Jefe de Policía de la ciudad. Los otros miembros del grupo han tomado caminos separados: Slink se ha convertido en un magnate de la industria de entretenimiento para adultos y la fabricación de drogas; Bishop es ahora un capo del narcotráfico; y Candy lidera una red de prostitución y tráfico de estupefacientes.
Decidido a ajustar cuentas, TK inicia su venganza atacando primero a El Mexicano, a quien elimina y deja su cuerpo como un mensaje para Corrigan. Posteriormente, Ray le presenta a María Cortez (Claudia Catalina), una empleada de Candy, y con su ayuda, TK se infiltra en el círculo de Candy. Durante este tiempo, TK también enfrenta a Slink y Bishop, desmantelando sus operaciones y eliminándolos uno por uno.
Cuando Candy descubre la conexión entre TK y María, intenta usarla como cebo para tenderle una trampa. Sin embargo, TK logra sobrevivir, rescatar a María y eliminar a Candy. Al regresar al garaje de Ray, TK descubre una amarga verdad: Ray había estado trabajando para Corrigan. Con el objetivo de liquidar sus deudas, Ray facilitó los asesinatos de los asociados de Corrigan, ayudándolo a borrar todas las pruebas que lo vinculaban al secuestro y asesinato de Martínez. En un enfrentamiento final, TK mata a Ray, pero Corrigan logra escapar.
María revela entonces su verdadera identidad: es la hija de Rafael Martínez y había estado infiltrándose en la red de Candy para localizar al verdadero responsable de la muerte de su padre. Juntos, ella y TK trazan un plan final para acabar con Corrigan. Colocan los cuerpos de Candy y Slink para ser descubiertos por la policía, incriminando a Corrigan en sus crímenes. Finalmente, persiguen a Corrigan mientras intenta escapar en un helicóptero.
TK y María logran derribar la aeronave, y TK se prepara para matarlo, pero María le pide que le permita a ella y a su gente encargarse de él. Respetando su deseo, TK entrega a Corrigan a los aliados de María, quienes se lo llevan para que enfrente la justicia por sus acciones. Con su misión cumplida, TK se retira, dejando atrás un pasado lleno de traición y venganza.

## Gameplay
El titulo ofrece una experiencia de acción y aventura en un mundo abierto, ambientada en dos períodos históricos de la ciudad de Nueva York: 1978 y 2006. Esta dualidad temporal no solo impacta la narrativa, sino también el diseño del mundo, la atmósfera y las mecánicas de juego, creando una experiencia variada y envolvente.
El jugador toma el rol de TK, un joven y talentoso conductor de escape que busca abrirse paso en el mundo criminal en los años 70, y posteriormente, vengarse de quienes lo traicionaron después de pasar casi tres décadas en prisión. El gameplay combina conducción de alta velocidad, exploración libre y mecánicas de combate, brindando un equilibrio entre acción y estrategia.

#### Mundo Abierto y Exploración
El juego presenta una recreación estilizada y fiel de Nueva York, adaptada a las épocas en las que transcurre. La ciudad en 1978 destaca por su estética retro, con coches clásicos, calles llenas de grafitis y una banda sonora que refleja la cultura de la época. En 2006, la misma ciudad adquiere un aire más moderno, con vehículos contemporáneos, edificios renovados y un ambiente acorde al nuevo milenio.
Los jugadores pueden explorar libremente la ciudad desde el principio, navegando entre barrios icónicos como Manhattan, Brooklyn y Queens. Esta libertad permite realizar misiones principales para avanzar en la historia, así como actividades secundarias que incluyen carreras, trabajos como conductor de escape y desafíos de persecución. Estas actividades no solo enriquecen el gameplay, sino que también ofrecen recompensas económicas, necesarias para mejorar vehículos y adquirir equipo.

### Conducción
La conducción es el eje central de Driver: Parallel Lines, destacando por su enfoque en el control preciso y la velocidad. Los vehículos están diseñados para reflejar la tecnología y los estilos de las décadas que representan, desde muscle cars y sedanes clásicos en 1978 hasta deportivos y todoterrenos en 2006.
Cada vehículo puede ser personalizado en garajes repartidos por la ciudad, permitiendo mejoras en el rendimiento, ajustes estéticos y reparaciones. El sistema de física logra un equilibrio entre realismo y diversión, lo que hace que las persecuciones y huidas sean dinámicas y emocionantes.
Además, la inteligencia artificial de la policía juega un papel importante en las persecuciones, ofreciendo un desafío constante. Escapar requiere tanto habilidad al volante como estrategias inteligentes, como usar rutas alternativas, callejones ocultos y maniobras arriesgadas para evitar ser capturado.
Su conduccion es uno de los puntos fuertes del juego por su mezcla de precisión, realismo y comodidad.

#### Combate y Acción
Aunque la conducción es la mecánica principal, el juego también incluye secuencias de combate en tercera persona. Durante las misiones, TK puede salir de su vehículo y enfrentarse a enemigos utilizando un arsenal de armas. Estas secciones de combate, aunque más simples que las de otros títulos del género, complementan las persecuciones y aportan variedad a las misiones.
El diseño de las misiones combina persecuciones intensas, enfrentamientos directos y elementos de sigilo, permitiendo a los jugadores elegir su enfoque. Esto añade flexibilidad al gameplay y fomenta un estilo de juego adaptado a las preferencias de cada jugador.

#### Dualidad Temporal y Progresión
El juego está dividido en dos actos principales, reflejando los cambios en la vida de TK y en la ciudad de Nueva York. La primera mitad, ambientada en 1978, muestra a un TK ambicioso que se abre paso en el mundo criminal, mientras que la segunda mitad, en 2006, sigue a un hombre endurecido que busca venganza.
Esta transición no solo afecta la narrativa, sino también la jugabilidad. Los vehículos, armas y la ambientación evolucionan significativamente entre ambas épocas, proporcionando una experiencia refrescante al pasar de un período al otro.

#### Balance entre Libertad y Narrativa
El diseño del mundo abierto permite a los jugadores explorar a su propio ritmo, alternando entre misiones principales y actividades secundarias. Aunque la historia es lineal, las posibilidades de personalización y exploración añaden profundidad y rejugabilidad.
Driver: Parallel Lines se destaca por su enfoque en la conducción, su recreación de Nueva York en dos épocas y su mezcla de acción y exploración. Aunque las mecánicas de combate son más simples en comparación con otros juegos del género, el título brilla por su atención al detalle y su capacidad para sumergir a los jugadores en dos momentos clave de la historia urbana.

## Armas de 1978
- Revolver (Se asemeja a un Smith & Wesson Model 19 en las versiones de PC y Xbox y a una Colt Cobra en la versión de PS2)
- 44-H (Se asemeja a una Colt Python)
- Service 9 (Se asemeja a una Uzi)
- Escopeta (Se asemeja a una Escopeta Remington)
- Li-15 (Se asemeja a una M16 y solo está disponible en las versiones de PS2 y Xbox)
- AK-47 (Solo disponible en la versión de PC y reemplaza a la LI-15)
- Lanzagranadas (Se asemeja a un Lanza-granadas M79)

## Armas de 2006
- Pistola (se asemeja a una Beretta 92)
- Gangster (se asemeja a una Desert Eagle)
- Escopeta 06 (se asemeja a una Mossberg 500 Bullpup)
- F70 (se asemeja a una FN P90)
- SF10 (se asemeja a una Heckler & Koch MP7)
- Aust PUP (se asemeja a una Steyr AUG)
- Lanzacohetes (se asemeja a una Heckler & Koch HK69A1)
- Blaine (se asemeja a una Ametralladora Vulcan Minigun)

## Modo de juego
Driver: Parallel Lines se desarrolla en un entorno completamente abierto, marcando un cambio significativo respecto a los títulos anteriores de la serie. En lugar de acceder a los minijuegos a través de un menú, como en las entregas previas, ahora se pueden encontrar dentro del mismo mundo del juego. Este cambio es solo uno de los muchos implementados, entre los que se incluyen mejoras como la visibilidad de la sangre al recibir disparos, un sistema de dinero, vehículos totalmente personalizables, un entorno destructible y un nuevo sistema de delitos que distingue entre crímenes graves y aquellos "personales", vinculados a los vehículos utilizados por el jugador.
En cuanto a la interacción con la policía, si el jugador atrae la atención de las autoridades mientras camina o conduce un vehículo específico, puede perder la persecución al entrar en una "limpieza" de coches. Este proceso suspende temporalmente el nivel de búsqueda, aunque el jugador puede reactivarlo si permanece en la vista de un oficial de policía por demasiado tiempo, lo que hará que sea reconocido como "buscado". Este mismo principio se aplica a las actividades fuera de los vehículos, como el uso de armas, permitiendo al jugador deshacerse de su arma para perder la atención policial, hasta que se cometan nuevos actos ilegales.
En la versión para Wii, el sistema de criminalidad fue modificado, sustituyendo la barra de delitos por un sistema de "estrellas", similar al de Grand Theft Auto, que se activan cuando el jugador es detectado por la policía. Además, se eliminaron las habilidades de natación y salto, que estaban presentes en Driv3r.
Aunque inicialmente se planeaba incluir un modo multijugador en línea, este fue descartado cuando los desarrolladores determinaron que no podían ofrecer una experiencia en línea robusta y decidieron centrarse completamente en el modo de un solo jugador. Además, la modalidad de "Instant Replay", que permitía al jugador crear su propio director de película en entregas anteriores, fue retirada de Parallel Lines. En su lugar, el juego presenta una opción cinemática con una cámara fija en cámara lenta, conocida como "Cámara Emoción".

## Banda sonora
Driver: Parallel Lines cuenta con una banda sonora de canciones originales y con licencia mixta que consta de más de 70 canciones, que van desde la era de la década de 1970  rock y funk hasta el rock alternativo y hip hop. Las canciones se reproducen mientras el jugador está en un vehículo, como si estuvieran en la radio.
Música de 1978
- "Bump and Boogie" by The Wrecking Crew
- "Bump Meat" by Sir Mack Rice
- "Bustin' Loose" by Chuck Brown and the Soul Searchers
- "Cracklin' Bread" by Dave Hamilton
- "Cross the Tracks" by Maceo and the Macks
- "Dizzy Dizzy" by Can
- "Expansions" by Lonnie Liston Smith
- "Express Yourself" by Charles Wright
- "Free Your Mind" by The Politicians featuring McKinley Jackson
- "Gang Bang" by Oscar Brown Jr.
- "Gettin' Uptown (To Get Down)" by United 8
- "Ghost Rider" by Suicide
- "I Got Some" by Billy Garner
- "I'll Bet You" by Funkadelic
- "I'm Tired" by Savoy Brown
- "Loose and Juicy" by The Pazant Brothers and The Beaufort Express
- "Love the Life You Live" by Black Heat
- "Low Rider" by War
- "Neighborhood Threat" by Iggy Pop
- "One Way or Another" by Blondie
- "Outta-Space" by "Billy Preston"
- "Papa Was a Rolling Stone" by The Temptations
- "Peaches" by The Stranglers
- "People Say" by The Meters
- "Pick Up the Pieces" by The Average White Band
- "Red Hot Mama" by Parliament
- "Running Away" by Roy Ayers
- "Shifting Gears" by Johnny "Hammond" Smith
- "Sleep Talk" by King Errisson
- "Smash it Up (parts 1 & 2) by The Damned
- "Street Lady" by Donald Byrd
- "Subway Joe" by Joe Bataan
- "Suffragette City" by David Bowie
- "The Vulture" by Labi Siffre
- "Trouble Man (Main Theme)" by Marvin Gaye

Música de 2006
- "Louis XIV" by Louis XIV
- "A Different Age" by The Dead 60s
- "Oh My God" by Kaiser Chiefs
- "Chin High" by Roots Manuva
- "Sealings" by Yeah Yeah Yeahs
- "My Favorite Mutiny" by The Coup
- "Nowhere Again" by Secret Machines
- "Racing Towards the Sun by Queenadreena
- "I Changed My Mind" by Lyrics Born & The Poets Of Rhythm
- "Boom!" by The Roots
- "Against the Wall" by Cagedbaby
- "Hey Scenesters!" by The Cribs
- "The Cookie" by Dr. Rubberfunk
- "Tito's Way" by The Juan Maclean
- "We're Adjusting Ourselves" by Warren Suicide
- "Intro (Reprise)" by ILS
- "That You Might" by Home Video
- "O.F.G." by zZz
- "All Mapped Out" by The Departure
- "Get Out of My Way" by Grandmaster Flash
- "Can't Get Enough" by Infadels
- "New Health Rock" by TV On the Radio
- "Rock 'Till I'm Roll'ing" by Audio Bullys
- "Muscle Cars (Sander Kleinenberg Pace Car Mix)" by Mylo
- "Now What You 'Gon Due" by Public Enemy
- "Pop The Blue" by Suicide
- "Worth It" by Narco
- "Reverberate" by Arthur Baker